# Kostel Narození Panny Marie (Příbor)
Farní kostel Narození Panny Marie je románsko-gotická stavba, která je dominantou města Příbor v okrese Nový Jičín. Je kulturní památkou ČR.

## Historie
První zmínka o dvorci, jehož součástí mohla být hradní kaple, je doložena roku 1251. Zdivo hradního opevnění bylo využito ve 14. století při stavbě kostela a přístavbě věže. Jižní štít apolygonální závěr s opěráky se datuje do období kolem roku 1400. Středověký kostel byl opevněn a  tvořil část opevnění města. Renesanční úpravy věže byly provedeny v období 1570–1595, věž byla zvýšena o dvě patra. Také byl upraven portál v kněžišti, náhrobky, znaky olomouckého biskupa Stanislava Pavlovského a pražského biskupa Martina Medka. Renesanční úpravy provedli italští mistři. V roce 1586 byly postaveny boční kaple na půdorysu trojlistu, později barokně upravené. Členitá stavba kostela byla doplněna menšími přístavbami, jako je sakristie, kaple svatého Urbana či kaple Getsematské zahrady. Další úpravy kostela byly provedeny v letech 1852–1854.  Hřbitov kolem kostela byl založen pravděpodobně už ve 14. století a zrušen na konci 18. století reformami císaře Josefa II. Na hřbitově se dochovala jen torza náhrobků.
V roce 2001 byla provedena rekonstrukce exteriéru kostela.

## Popis
Orientovaná pozdně gotická zděná trojlodní stavba s odsazeným polygonálním závěrem s opěráky, představenou věží v západním průčelí a s bočními barokními kaplemi ze 17. století. Loď je kryta sedlovou střechou, v bočních stěnách jsou okna s půlkruhovými záklenky, okna bočních kaplí mají segmentové záklenky. Boční kaple jsou zakončeny kopulí s lucernou. Na sedlové střeše kněžiště je sanktusník. Síňová trojloď je zaklenuta křížovou žebrovou klenbou na čtyřech podporách, boční kaple oválnou kopulí, kněžiště je žebrovou klenbou. Triumfální oblouk je kamenný, ve tvaru gotického oblouku.

## Interiér
Hlavní oltář nese gotickou sochu Panny Marie z první poloviny 15. století. Po stranách kněžiště jsou obrazy svatého Isidora Madridského a svatého Vendelína z 18. století od kroměřížského malíře A. Volného. Kostel je vybaven rokokovým mobiliářem.
Kruchta je podklenuta třemi poli křížové klenby na pasech. Má zvlněný poprsník s dřevěnou kuželkovou balustrádou. Varhany byly vyrobeny v roce 1748 olomouckým varhanářem Johanem Paulem Wenigerem. V roce 2018 byla provedena oprava varhan.

## Věž
Hranolová šestipatrová věž s kamennou nárožní bosáží je představěna k západnímu průčelí. Je zastřešena cibulí s lucernou a makovicí. V nejvyšším patře jsou dvojice pravoúhlých oken, v nižším jsou zdvojená okna zakončená půlkruhovým záklenkem a pod nimi je hodinový ciferník. Věžní hodiny pocházejí z roku 1784. Po stranách věže jsou klíčové střílny. V západní straně se nachází kamenný portál s lomeným obloukem. Podvěží je zaklenuto křížovou klenbou. K severnímu nároží lodi a věže je přistaven pravoúhlý přístavek, k jižnímu nároží válcové schodiště.
Ve věži bylo zavěšeno šest zvonů. Nejstarší, Matka Boží, váží 2,5 tun a byl ulit v roce 1629. V období druhé světové války byl rekvírován. Po válce byl nalezen a v roce 1947 zavěšen zpět do věže. Zvony se jmenují Anděl Páně, Matka Boží, Barbora a Svatá Anna.

## Ohradní zeď
Ohradní zeď kolem kostela s podpěrnými pilíři a hradební střílnou na jižní straně je z lomového kamene. Vstupní brána na východní straně původně měla padací most. V ohradní zdi jsou vestavěny zděné kaple křížové cesty s půlkruhovým půdorysem a sedlovou stříškou s křížem. V průčelí je zasklená nika rámovaná edikulou, kterou tvoří sloupy na soklech nesoucí trojúhelníkový nádstavec. Pod nikou je obdélná deska s nápisem. Keramické reliéfy křížové cesty v nikách vytvořil v roce 1887 příborský profesor Vojtěch Mottl. Za zdí stojí na severní straně tzv. Armanka, ve které se nacházela farní škola.

## Další
Součástí kostela je kaple Panny Marie Lurdské z roku 1901 a pískovcová socha svatého Zachariáše v nadživotní velikosti.

## Fotogalerie

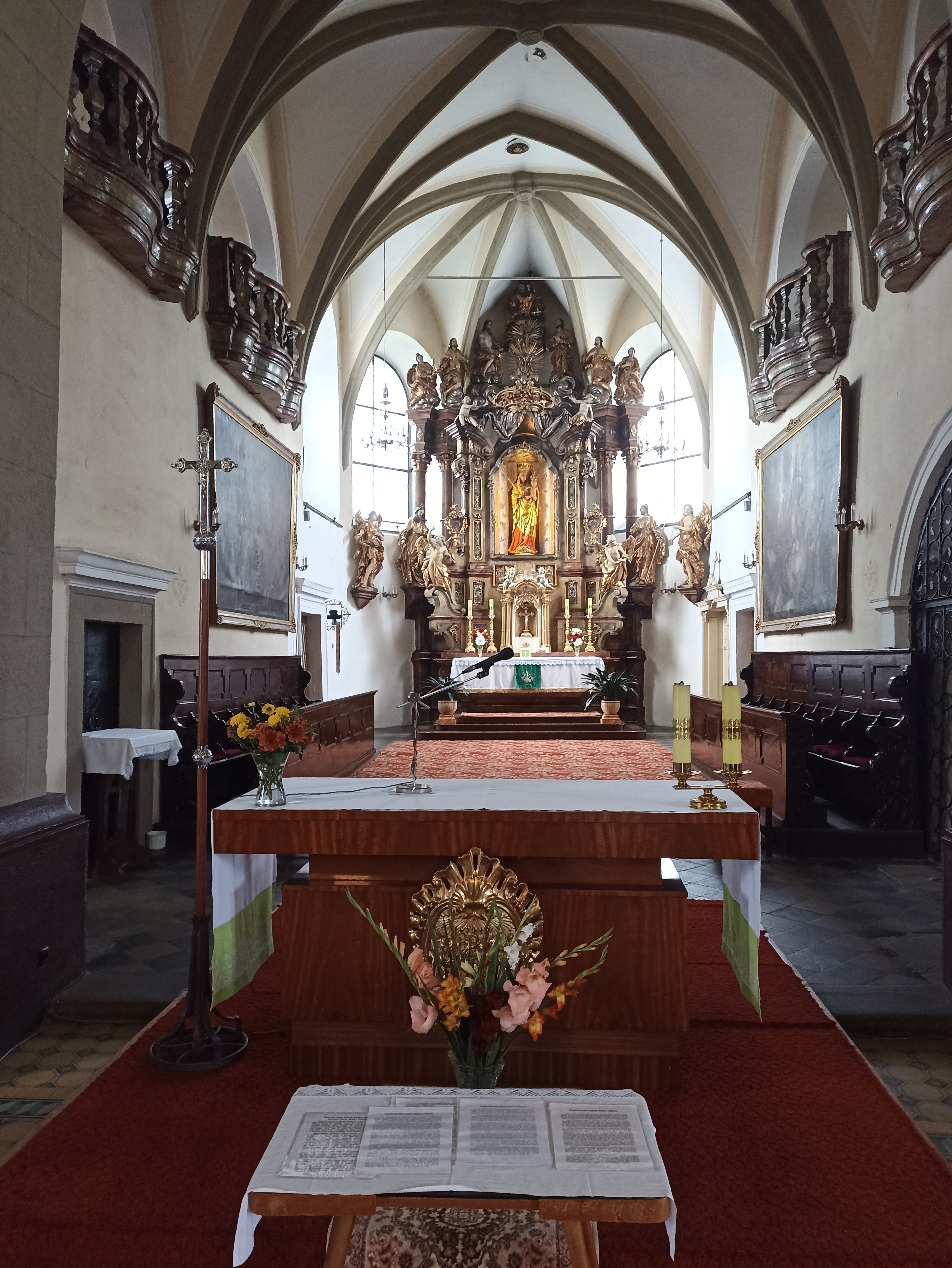
Oltář
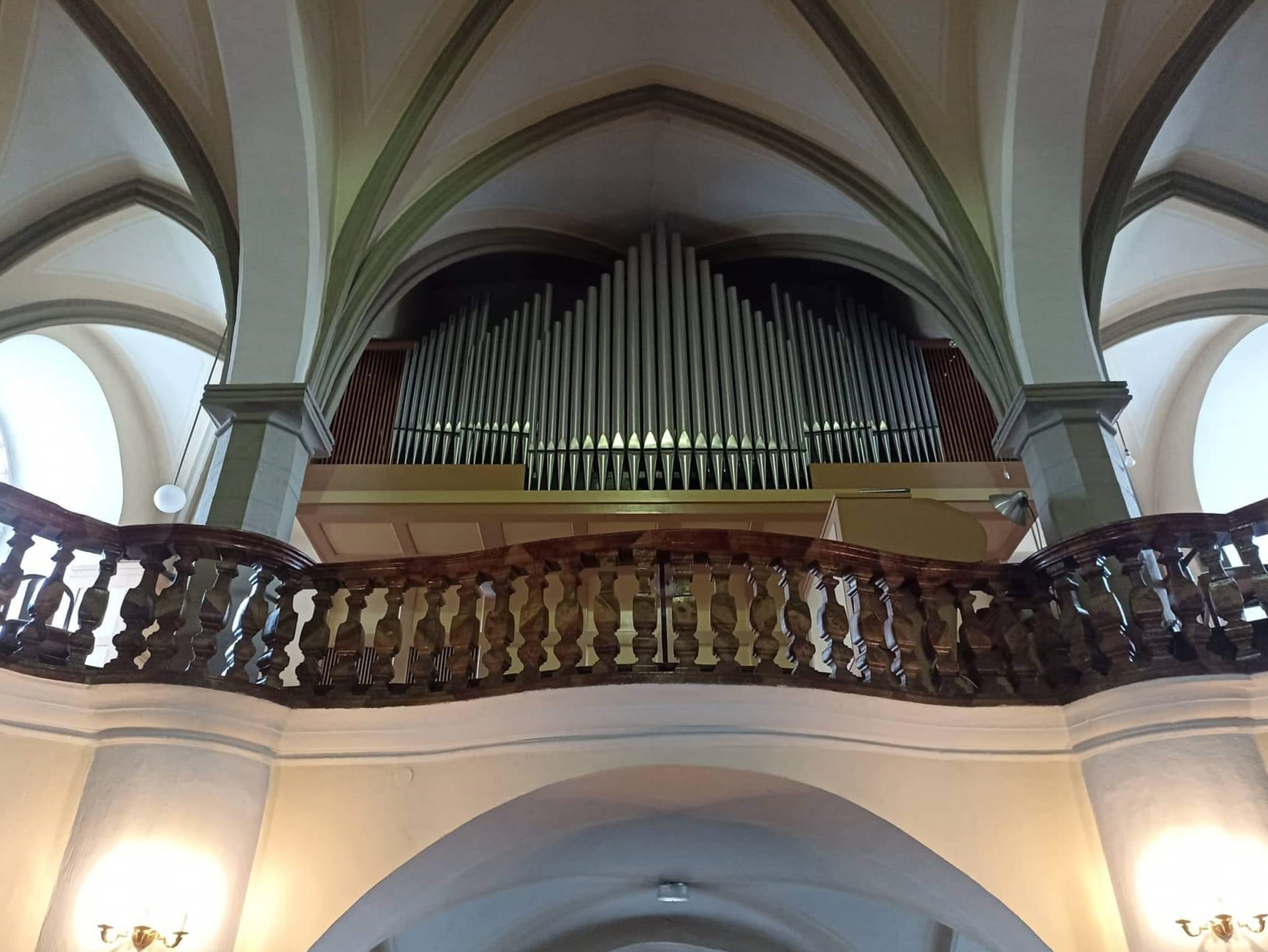
Varhany
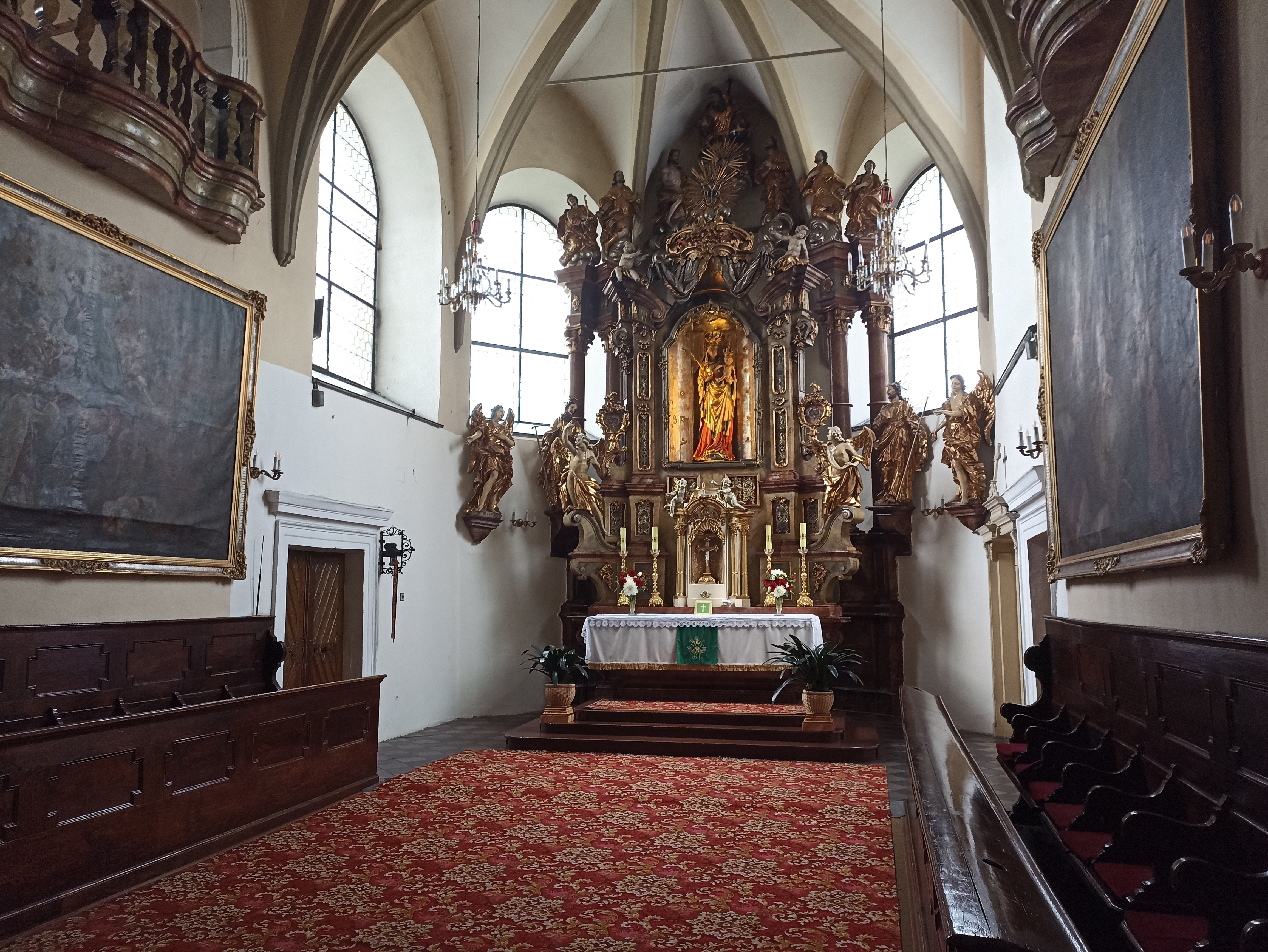
Kněžiště